# Мюллер, Йёрген Петер
Йёрген Пе́тер Мю́ллер (дат. Jørgen Peter Müller, 7 октября 1866, Нюкёбинг — 17 ноября 1938, Орхус) — датский спортсмен и учитель гимнастики.
С 1904 года он выиграл 132 титула (123 — за I-е место, 9 — за II-е) почти в каждом виде спорта (бег, ходьба, прыжки, гребля, коньки, плавание, прыжки в воду, метание молота, толкание 16-фунтового ядра, бросание 56-фунтового камня, метание диска, толкание копья, греко-римская борьба, тяжёлая атлетика, перетягивание каната, пятиборье, десятиборье, бокс, футбол). В том же году он написал книгу «Моя система», первую в серии учебников по гимнастике, которая быстро стала бестселлером. Книга была переведена на 24 языка, и только немецкий перевод достиг к 1925 году тиража в 400 000 экземпляров. Мюллер был близок к натуристскому движению и опубликовал книгу «Моя книга под открытым небом», а также «Моя система для женщин» и «Моя система для детей».
Разработанная им система не нуждалась в технических вспомогательных средствах и могла быть реализована любым человеком без больших затрат времени. Различные упражнения возможно выполнять в комнате, но Мюллер рекомендовал выполнять их на свежем воздухе, например, перед открытым окном или снаружи.
Он был убеждённым противником появившегося в его время бодибилдинга, в том виде, в каком его пропагандировал, в основном, Евгений Сандов. Система Мюллера была в меньшей степени нацелена на мышечную силу и наращивание мышечной массы, но больше на общую физическую форму и гибкость. Она была предназначена для всех возрастов. Все органы тела, включая кожу, для которых Мюллер предусмотрел разную степень требований, должны были быть укреплены и насыщены кровью. Мюллер гордился тем, что врачи также рекомендовали его «систему» и что итальянский перевод книг был разработан врачами. Само собой разумеется, что он придавал большое значение физической гигиене, которую он также сделал популярной, начиная с книги «Гигиенические советы» (1907).
Кроме того, Мюллер также был одним из первых современных спортивных журналистов. То, что он часто сопровождал свои заметки псевдонимом Апоксиомен, выдвигая на передний план своё тело, тем самым показывая свои заслуги как «самого красивого мужчины», давало иногда повод для насмешек.
В 1919 году Мюллер был награждён датским королем Кристианом X орденом Даннеброг.
Хотя некоторые из упражнений, разработанных Мюллером, сегодня устарели, его всё-ещё можно считать одним из основателей современного фитнес-движения.

## Система
Мюллер ограничил до минимума количество упражнений и, соответственно, затраченное время на их выполнение, что послужило резкому росту популярности его метода. Его комплекс состоял из упражнений шведской гимнастики с самомассажем и водными процедурами (обливание). Позднее Мюллер ввёл 3 ступени сложности в свою систему, каждая из которых была предназначена для людей разного уровня подготовленности. Его система была тщательно проработана и учитывала особую важность дыхания во время выполнения упражнений.
Систему упражнений Мюллера упомянул В. Маяковский в своём стихотворении «Люблю»:
…Женщина мажется.
Мужчина по Мюллеру мельницей машется.
Но поздно.
Морщинами множится кожица…